# Methylnaltrexone
Methylnaltrexone (MNTX, tên thương hiệu Relistor), được sử dụng dưới dạng methylnaltrexone bromide (INN, USAN, BAN), là một loại thuốc có tác dụng như một chất đối vận thụ thể μ-opioid hoạt động ngoại vi có tác dụng đảo ngược một số tác dụng phụ của opioid như táo bón mà không ảnh hưởng đến giảm đau hoặc cai thuốc. Bởi vì MNTX là một cation amoni bậc bốn, nó không thể vượt qua hàng rào máu não, và do đó có tác dụng đối kháng trên khắp cơ thể, chống lại tác dụng như ngứa và táo bón, nhưng không ảnh hưởng đến tác dụng opioid trong não như giảm đau. Tuy nhiên, do một phần đáng kể (lên đến 60%) thuốc giảm đau opioid có thể được trung gian bởi các thụ thể opioid trên các tế bào thần kinh cảm giác ngoại biên, đặc biệt trong các tình trạng viêm như viêm khớp, chấn thương hoặc phẫu thuật, MNTX có thể làm tăng đau trong những trường hợp như vậy.

## Sử dụng trong y tế
Methylnaltrexone được chấp thuận để điều trị táo bón do opioid gây ra (OIC). Nó thường chỉ được sử dụng khi thuốc nhuận tràng thông thường đã thất bại.

## Cơ chế hoạt động
Methylnaltrexone liên kết với các thụ thể tương tự như thuốc giảm đau opioid như morphin, nhưng nó hoạt động như một chất đối kháng, ngăn chặn tác dụng của các thuốc giảm đau, đặc biệt là tác dụng gây táo bón trên đường tiêu hóa. Hơn nữa, vì methylnaltrexone không thể vượt qua hàng rào máu não, nó không đảo ngược các đặc tính giảm đau của thuốc chủ vận opioid hoặc gây ra các triệu chứng cai. Methylnaltrexone không thể xâm nhập vào não chủ yếu vì nó mang điện tích dương trên nguyên tử nitơ của nó. Đây là sự khác biệt chính làm cho methylnaltrexone hoạt động khác với naltrexone.

## Lịch sử
Năm 1978, một người bạn và đồng nghiệp đang hấp hối đã trình bày cho dược sĩ quá cố Leon Goldberg của Đại học Chicago với một thử thách lâm sàng. Vật lộn với nỗi đau của bệnh ung thư tuyến tiền liệt đã di căn vào xương, người đàn ông hiện đang suy giảm morphine mà anh ta cần để giảm đau vì táo bón. Nghiên cứu về opioid chỉ nhắm vào các loại thụ thể phụ liên quan đến giảm đau và không có tác dụng phụ đã thấy rất ít thành công bên ngoài các mô hình trong ống nghiệm. Xem xét các loại thuốc như loperamid, hoạt động trên các thụ thể opioid trong ruột mà không tác động lên hệ thần kinh trung ương, Goldberg đã đề xuất một chất đối kháng thụ thể opioid nhắm mục tiêu.
Hàng ngàn phân tử giống như opioid đã được tổng hợp bởi các công ty dược phẩm đang tìm kiếm thuốc giảm đau tốt hơn - và nhiều trong số đó không có đặc tính giảm đau đã bị gác lại. Việc sàng lọc các hợp chất này đã dẫn đến việc kiểm tra các chất đối kháng giả định mà khi được sửa đổi có các đặc tính cho thấy chúng có thể không dễ dàng vượt qua hàng rào máu não dựa trên kích thước và điện tích của chúng. Một trong những hợp chất này, N-methyl-naltrexone (MNTX), nằm trong nhóm các hợp chất được tổng hợp bởi Boehringer Ingelheim.  Hợp chất này có vẻ đầy hứa hẹn và đã vượt qua sàng lọc ban đầu, trong đó các loài gặm nhấm đã được cho opioids cùng với các bữa ăn than để theo dõi quá trình GI, và đã được thử nghiệm để giảm đau.  Trong một bài báo năm 1982 của Russell và cộng sự, lần đầu tiên đã báo cáo rằng tác dụng GI của opioids có thể được ngăn chặn mà không ảnh hưởng đến giảm đau qua trung gian trong mô hình này. Các nghiên cứu tiền lâm sàng sau đó cũng đã chứng minh sự tách biệt giữa các tác dụng opioid trung gian và ngoại vi đối với các cơ trơn khác của đường GI và phản xạ ho. Sự quan tâm cũng được phát triển trong tiềm năng để MNTX hoạt động tại khu vực kích hoạt chemoreceptor và ngăn chặn hiệu ứng cảm xúc của opioids. Sự phong tỏa các giả lập gây ra bởi opioid đã được chứng minh trong một mô hình răng nanh.  Goldberg đã chết trước khi ông có thể thấy cốt lõi của ý tưởng này đi vào thực tiễn lâm sàng.
Nghiên cứu về methylnaltrexone tiếp tục ở Khoa Gây mê và Chăm sóc quan trọng tại Đại học Chicago trong những năm 1990. Tuy nhiên, các nghiên cứu gần đây đã phát hiện ra các thụ thể opioid trên các tế bào thần kinh cảm giác ngoại biên. Vì cơn đau bị giảm do các peptide opioid nội sinh kích hoạt các thụ thể opioid ngoại biên như vậy, MNTX có thể làm tăng đau trong những trường hợp như vậy.
Trong tháng 12 năm 2005, Wyeth và Progenics nhập vào một, thỏa thuận trên toàn thế giới dành riêng cho sự phát triển chung và thương mại hóa methylnaltrexone để điều trị tác dụng phụ opioid gây ra, bao gồm táo bón và hậu phẫu ruột (POI), một rối loạn chức năng kéo dài của đường tiêu hóa sau phẫu thuật. Theo các điều khoản của thỏa thuận, các công ty đang hợp tác phát triển trên toàn thế giới. Wyeth đã nhận được quyền trên toàn thế giới để thương mại hóa methylnaltrexone và Progenics giữ lại một tùy chọn để đồng quảng cáo sản phẩm tại Hoa Kỳ. Wyeth sẽ trả tiền bản quyền Progenics cho phí bán hàng và đồng khuyến mãi trên toàn thế giới tại Hoa Kỳ.
Methylnaltrexone đang được phát triển ở dạng dưới da và đường uống để điều trị táo bón do opioid gây ra (OIC).
Việc sử dụng methylnaltrexone (Relistor) trong hơn 4 tháng chưa được nghiên cứu.

## Xã hội và văn hoá

### Sự chấp thuận
Vào ngày 1 tháng 4 năm 2008, Progenics và Wyeth đã thông báo rằng Bộ Y tế Canada đã phê duyệt methylnaltrexone trong điều trị táo bón do opioid gây ra. Sau đó, nó đã được FDA Hoa Kỳ phê duyệt vào ngày 24 tháng 4 năm 2008 

### Các hình thức
Kể từ năm 2010, methylnaltrexone được cung cấp dưới dạng tiêm trong các khay chứa bảy lọ một liều chứa 0,6 ml dung dịch. Mỗi khay cũng chứa bảy 12 mm (0,47 in)     1 mL 27 kim đo với các đầu có thể thu vào và khăn lau cồn để sử dụng tại nhà. Một lọ duy nhất có thể điều trị cho người nặng tới 115 kilôgam (254 lb). Đối với sử dụng bệnh viện, lọ có sẵn riêng.